# Sant Pere de Bell-lloc

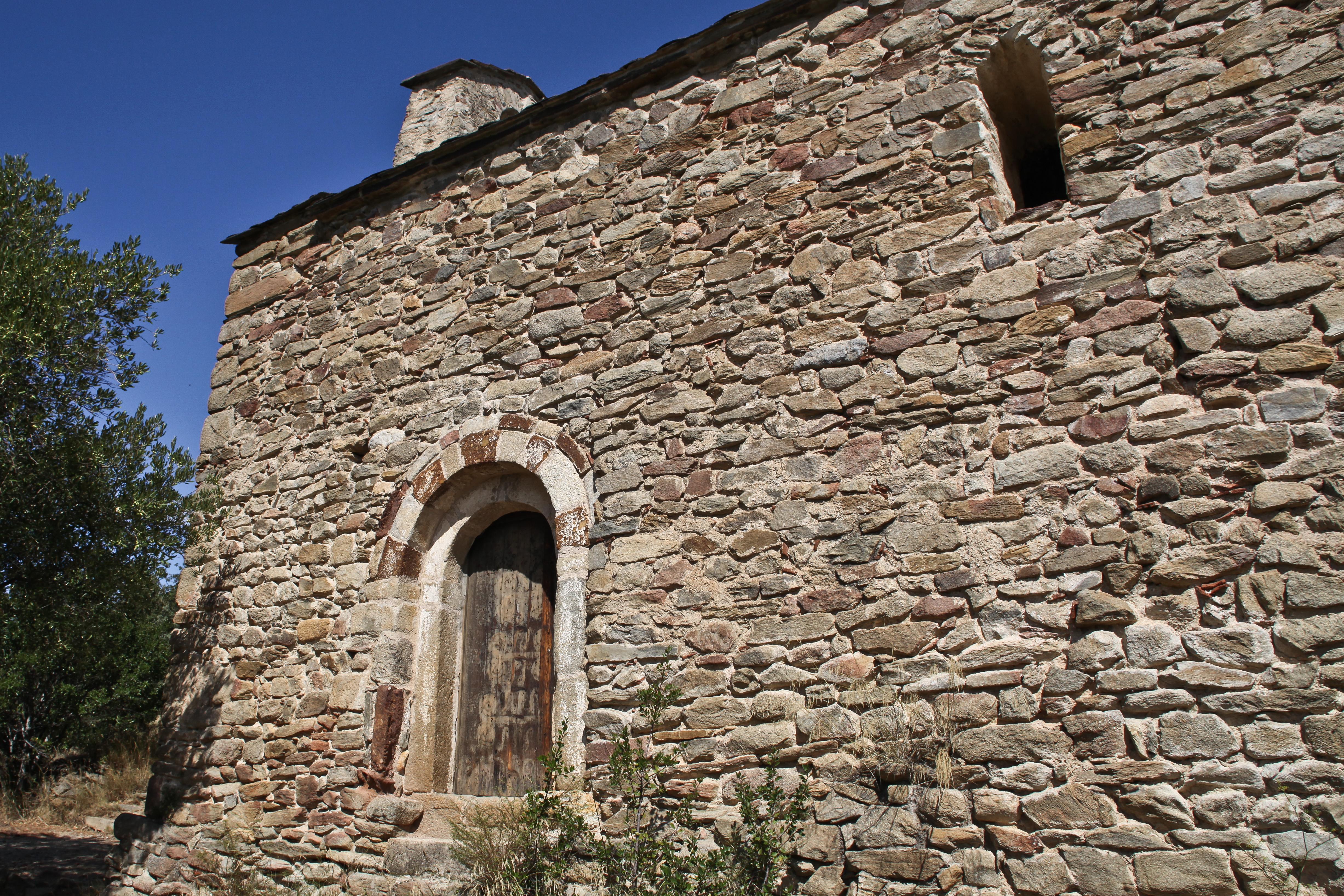
Façana de la portalada

Sant Pere de Bell-lloc (Saint-Pierre de Belloch, en francès) és una església romànica de la comuna nord-catalana de Vinçà, ran mateix del termenal amb la de Rodès, totes dues a la comarca del Conflent. Segons el Cadastre napoleònic del 1812, la meitat oriental de l'absis de l'església es troba damunt mateix del termenal.
És a 300 m d'altitud, al cim del turó del mateix nom, situat a tocar de l'engorjat de la Tet on es feu el Pantà de Vinçà. Té una posició dominant sobre l'extrem est del Conflent.

## Història
L'esment més antic conservat de l'indret és del 942, quan Sunifred II de Cerdanya i Besalú confirmà a Sant Pere de Rodes la propietat d'un alou a Vilella (actualment un despoblat de Rigardà), tot indicant que limitava amb el mons Sancti Petri. L'església no està documentada fins al 1142 (ecclesia Sancti Petri). El 1178 Pere de Domanova la cedí als monjos de Sant Martí del Canigó i aquests hi constituïren un priorat, unit a l'ofici de sagristà. "Bell-lloc", en la forma Pulcro loco, es pot llegir en diversos documents dels segles xiii i xiv
Sant Pere de Bell-lloc va ser declarat Monument històric de França el 30 d'octubre del 1974. Modernament (1995), és de propietat privada i l'obra està ben conservada.
El trobador Pèire de Vic fou monjo d'aquest priorat.

## Arquitectura
Es tracta d'una església de nau única, amb coberta de volta apuntada, acabada en un absis semi-circular amb cobertura de quart d'esfera. Els murs exteriors són força gruixuts (125 cm. en la part frontal), i dalt de l'església es dreça un campanar d'espadanya d'una sola obertura.
La nau rep llum per diverses finestres: una a la façana de ponent, rectangular com una espitllera; una segona, a la paret sud, de doble esqueixada amb arcs de mig punt. Una tercera al fons de l'absis, també de doble biaix, força elegant, està emmarcada exteriorment per tres grans carreus de granit, un fent de llinda, en arc de mig punt, i els altres dos de muntants, els tres decorats amb una motllura que ressegueix el marc; a l'absis hi ha també quarta finestra, aquesta moderna i sense una rellevància especial. La porta d'entrada original s'obre a la façana de migdia, com és usual a les esglésies de la zona. A causa del pendent del terreny on s'assenta l'església, cal pujar cinc graons de pedra per accedir-hi. Formen el marc de la porta dos arcs de mig punt en degradació, amb l'arc exterior extradossat per una estreta arquivolta sense relleu. La porta, de fusta, mostra evidències de la ferramenta que l'havia decorat i que hauria desaparegut al darrer segle. A la façana de ponent s'hi obrí modernament una segona porta, sense cap mena de disseny estilístic.